# Spontane Anfrage
Die Spontane Anfrage ist ein verfassungsmäßiges Recht der Mitglieder des Berliner Abgeordnetenhauses,  sich im Abgeordnetenhaus und in den Ausschüssen durch Rede, Anfragen und Anträge an der Willensbildung und Entscheidungsfindung zu beteiligen. Es ist in Art. 45 Abs. 1 Satz 3 der Verfassung von Berlin (VvB) verankert.
Sie ist unter der Überschrift Fragestunde in § 51 der Geschäftsordnung des Abgeordnetenhauses von Berlin (GO Abghs) näher geregelt.
Jedes Mitglied des Abgeordnetenhauses ist danach berechtigt, im Anschluss an eine Aktuellen Stunde ohne vorherige schriftliche Einreichung eine mündliche Anfrage an den Senat zu richten. Besonders bedeutsam ist das Recht für die Opposition, um die Politik der Regierung zu kontrollieren. Die Anfragen sind durch ein Senatsmitglied zu beantworten.
Eine weitere Fragemöglichkeit für die Abgeordneten ist die Schriftliche Anfrage.
Im Jahr 2020 erhielt der Senat fast 3800 Anfragen aus dem Berliner Abgeordnetenhaus.